# Спенсер, Брентон
Брентон Спенсер (англ. Brenton Spencer) — канадский телевизионный оператор, режиссёр и продюсер. Продолжительное время работал над сериалами «Звёздные врата: Атлантида» (2004-2008) и «Флэш» (2014-2022).

## Карьера
Дебютировал в кино в 1980 году, работая помощником оператора на съёмках канадского фильма «Подмена». В 1990-1991 годах был оператором и режиссёром нескольких эпизодов для телесериала Стивена Дж. Кеннела «Джамп стрит, 21».
В 2008 году снял телевизионный фильм ужасов для канала Syfy Universal «Охота на вервольфа» с Ниной Добрев в главной роли.
В 2010 на кинофестивале независимого кино в Каннах прошла премьера фильма Спенсера «Парадокс», научно-фантастического триллера по мотивам комиксов Кристоса Гейджа с Кевином Сорбо в главной роли.

## Фильмография
| Год         | Название на русском                                           | Название на английском                           | Должность                                                                 |
| ----------- | ------------------------------------------------------------- | ------------------------------------------------ | ------------------------------------------------------------------------- |
| 1980        | «Подмена» (фильм)                                             | The Changeling                                   | второй помощник оператора                                                 |
| 1982        | «Недосягаемый» (фильм)                                        | Highpoint                                        | ассистент оператора Альберта Данка                                        |
| 1982        | «Рэмбо: Первая кровь» (фильм)                                 | First Blood                                      | ассистент оператора Эндрю Ласло                                           |
| 1983        | «Не зови волков» (фильм)                                      | Never Cry Wolf                                   | ассистент оператора Хиро Нариты                                           |
| 1985        | «Рокки 4» (фильм)                                             | Rocky IV                                         | ассистент оператора Билла Батлера                                         |
| 1989        | «Пятница, 13-е — Часть 8: Джейсон штурмует Манхэттен» (фильм) | Friday the 13th Part VIII: Jason Takes Manhattan | оператор команды по спецэффектам                                          |
| 1990 — 1991 | «Джамп стрит, 21» (телесериал)                                | 21 Jump Street                                   | оператор (8 эпизодов) режиссёр (3 эпизода)                                |
| 1993 — 1994 | «Кобра» (телесериал)                                          | Cobra                                            | оператор (17 эпизодов) режиссёр (2 эпизода)                               |
| 1993        | «Смертельный поцелуй» (фильм)                                 | Blown Away                                       | режиссёр                                                                  |
| 2000        | «Выше земли» (телесериал)                                     | Higher Ground                                    | режиссёр (2 эпизода)                                                      |
| 2004 — 2008 | «Звёздные врата: Атлантида» (телесериал)                      | Stargate: Atlantis                               | оператор (28 эпизодов) режиссёр (3 эпизода) помощник режиссёра (1 эпизод) |
| 2007        | «Гнев земли» (ТВ-фильм)                                       | Something Beneath                                | оператор                                                                  |
| 2008        | «Охота на вервольфа» (ТВ-фильм)                               | Never Cry Werewolf                               | режиссёр, исполнительный продюсер                                         |
| 2010        | «Парадокс» (фильм)                                            | Paradox                                          | режиссёр, оператор, продюсер, актёр (камео)                               |
| 2017 — 2022 | «Флэш» (телесериал)                                           | The Flash                                        | оператор (45 эпизодов)                                                    |